# James Cyriax
 (décembre 2011).
Si vous disposez d'ouvrages ou d'articles de référence ou si vous connaissez des sites web de qualité traitant du thème abordé ici, merci de compléter l'article en donnant les références utiles à sa vérifiabilité et en les liant à la section « Notes et références ».
James H. Cyriax, né en 1904 et mort en 1985, est un médecin britannique.

## Biographie
Il est le fils d'Edgar Ferdinand Cyriax et d'Annjuta Kellgren épouse Cyriax.
Chirurgien orthopédiste à Londres, il a été le premier à aborder l’étude des lésions des tissus mous d’une façon approfondie et systématique.
Il a donné son nom au massage transverse profond dit « massage de Cyriax ».
Son père, E. F Cyriax, quant à lui, avait donné son nom au syndrome de Cyriax.